# Exochus belokobylskii
Exochus belokobylskii là một loài tò vò trong họ Ichneumonidae.